# Robin Sowden-Taylor
Pas d'image ? Cliquez ici

a Compétitions nationales et continentales officielles uniquement.

b Matchs officiels uniquement.
Dernière mise à jour le 25 novembre 2021.
Robin Sowden-Taylor est un joueur de rugby à XV gallois, né le 9 juin 1982 à Cardiff (Pays de Galles).
Il est 3e ligne aile et mesure 1,85 m pour 96 kg. Il évolue actuellement dans la franchise de Cardiff Blues.
En 2005, il débute avec l'Équipe du Pays de Galles de rugby à XV contre l'Italie.
Il participe donc au tournoi des six nations 2005 et à la conquête du grand chelem.

## Clubs successifs
- Cardiff RFC 2002-2003
- Cardiff Blues 2003-2010
- Newport Gwent Dragons 2010-2011

## Palmarès
- Grand Chelem en 2005

## Sélection nationale
- 8 sélections avec l'Équipe du Pays de Galles de rugby à XV
- Nombre de sélections par année : 3 en 2005, 2 en 2007, 1 en 2008, 2 en 2009
- participation à la coupe du monde de rugby à XV : aucune.
- participations au tournoi : 2005.